# Remigia hexastylus
Remigia hexastylus är en fjärilsart som beskrevs av Harvey 1875. Remigia hexastylus ingår i släktet Remigia och familjen nattflyn. Inga underarter finns listade.